# Libro de Alexandre

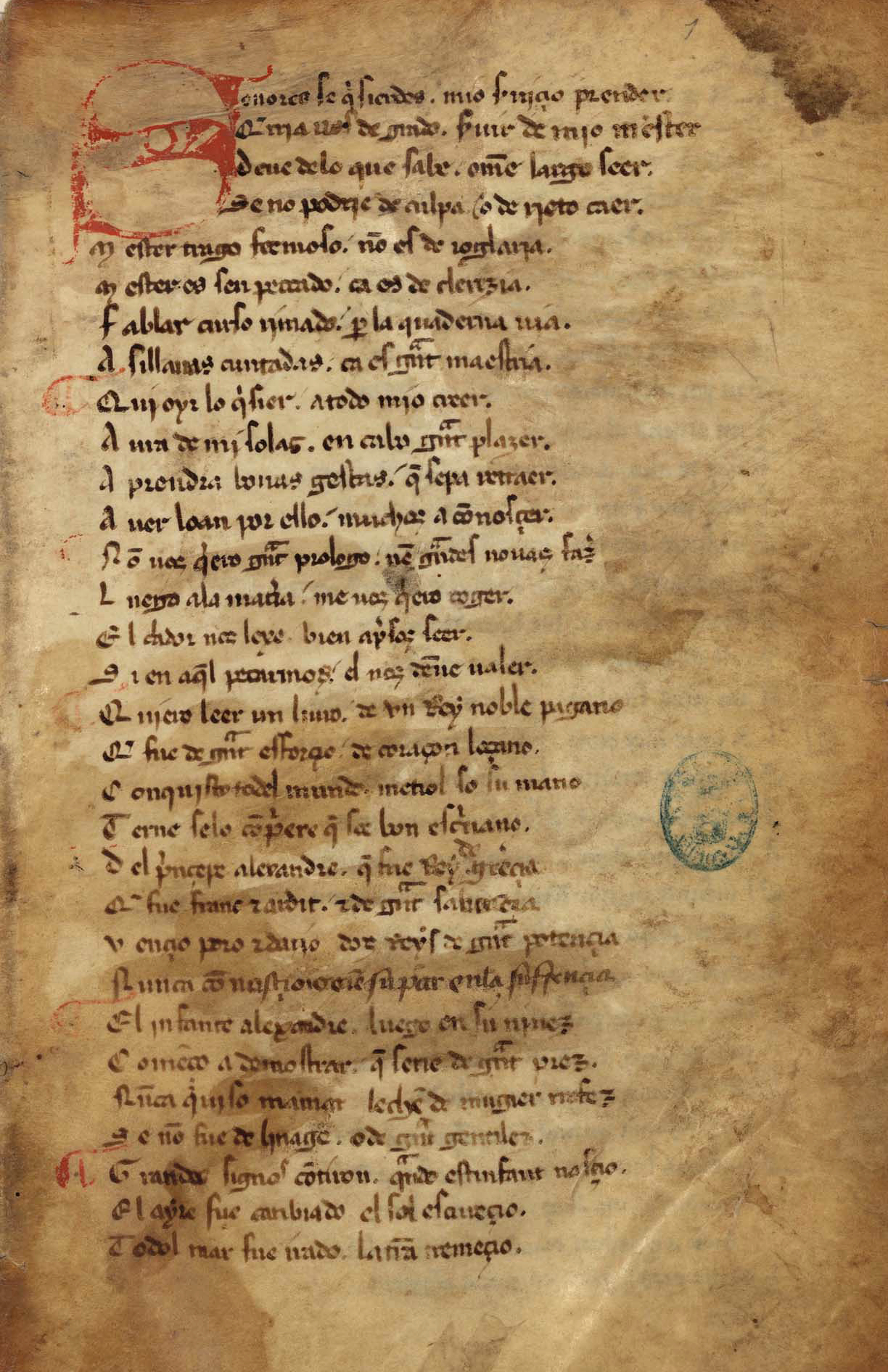
Incipit del Libro de Alexandre, ms. O. La segunda estrofa de esta obra se ha tenido por la declaración de principios del mester de clerecía.

El Libro de Alexandre es una obra en verso del primer tercio del siglo XIII, escrito en romance, que narra, con abundantes elementos fabulosos, la vida de Alejandro Magno. Está escrito utilizando la cuaderna vía o tetrástrofo monorrimo alejandrino y se incluye en la escuela poética denominada mester de clerecía. Se compone de 2.669 estrofas y 10.700 versos. 
Trata uno de los grandes asuntos de la literatura europea occidental. La extensión del texto, que supera los diez mil versos, la relevancia de las fuentes y los asuntos tratados, la enorme erudición que se muestra y la internacionalidad del tema hacen que este libro sea, tal vez, el más interesante de su época.
El original, transmitido en dos copias, se atribuye a Juan Lorenzo de Astorga, de fines del siglo XIII o más probablemente del XIV, que introduce abundantes leonesismos en el original que transcribe, llamado manuscrito O; otra, descubierta a finales del siglo XIX en París, adopta rasgos del dialecto riojano, designado como manuscrito P, en cuyo texto aparece atribuida la obra a Gonzalo de Berceo.
Actualmente la crítica considera que ni Juan Lorenzo ni el autor de los Milagros de Nuestra Señora fueron los autores del Alexandre, por lo que la obra se considera anónima. Sin embargo el entorno geográfico del autor está situado en las actuales provincias de La Rioja o Soria. Y por su extensa preparación, debió estudiar en alguna universidad (Estudio General), que podría haber sido la de Palencia, aunque no se descarta otra cualquiera, por ejemplo París.
En cuanto a la datación, en la actualidad la fecha de mayor consenso estaría en torno a 1230, si bien no hay prueba concluyente y sí teorías basadas en el cálculo a partir de la estrofa 1799 que sitúan la obra en los primeros años del siglo XIII. Sicart estima que se encuentra entre los años 1208 y 1216 y Serverat propone un período ligeramente próximo, entre los años 1202 y 1205.
El manejo de las fuentes es mucho más elaborado que en otros poemas clericales, como los de Berceo. Utiliza fundamentalmente el Alexandreis de Gautier de Châtillon (un poema latino también de índole clerical compuesto hacia 1180), pero lo altera a su conveniencia e incorpora pasajes procedentes de otras fuentes, como la Historia de preliis —una adaptación medieval del Romance de Alejandro (siglo III), conjunto de informaciones biográficas atribuida sin base a Calístenes, un general del emperador macedonio, conocidas habitualmente como Pseudo-Calístenes— o el Li Romans d’Alixandre, un poema épico francés del siglo XII. Para una extensa digresión sobre la guerra de Troya utiliza la Ilias latina (siglo I), resumen en hexámetros latinos de la Ilíada.

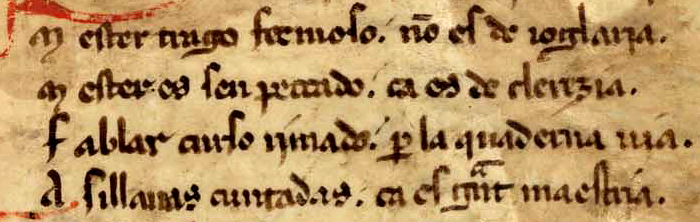
Segunda estrofa del Libro de Alexandre, primer tercio del siglo XIII, tenida por la declaración de principios del mester de clerecía, distinguiéndolo orgullosamente del oficio del mester de juglaría: Mester traigo fermoso, non es de joglaría
mester es sin pecado, ca es de clerezía
fablar curso rimado por la cuaderna vía
a sílabas cuntadas, ca es grant maestría.
Traigo un oficio hermoso, no es de juglaría
oficio es sin faltas, pues es de clerecía,
hablar [traigo] en verso rimado, por medio de la cuaderna vía,
con sílabas contadas, pues es gran maestría.

Mester traigo fermoso, non es de joglaría
mester es sin pecado, ca es de clerezía
fablar curso rimado por la cuaderna vía
a sílabas cuntadas, ca es grant maestría.
Libro de Alexandre, vv. 5-8.

Traigo un oficio hermoso, no es de juglaría
oficio es sin faltas, pues es de clerecía,
hablar [traigo] en verso rimado, por medio de la cuaderna vía,
con sílabas contadas, pues es gran maestría.

## Testimonios conservados
Junto a dos versiones extensas (el manuscrito de la Biblioteca Nacional de Madrid (ms. VITR/5/10 http://bdh-rd.bne.es/viewer.vm?id=0000008671&page=1) o manuscrito O (por haberse conservado en la biblioteca del Duque de Osuna), del siglo XIV o de muy a finales del siglo XIII, copiado en León por Juan Lorenzo de Astorga, que contiene numerosos leonesismos; y el de la Bibliothèque Nationale de París (Manuscript espagnol 488), del siglo XV, con numerosos aragonesismos, manuscrito P, cuyo copista lo atribuye a Gonzalo de Berceo, divulgado por el hispanista Alfred Morel Fatio en su edición de Dresde, 1906), se han conservado también varios fragmentos menores, que tienen muy poca relación con los manuscritos largos, ninguno de los cuales, por su parte, está completo:
1. El fragmento del Archivo Ducal de Medinaceli es del siglo XIV y contiene los primeros veintisiete versos, es decir, llega hasta el verso c de la estrofa 7.
2. Del perdido manuscrito en pergamino de Bugedo se conservan tres fragmentos, publicados en una obra póstuma de Francisco de Bivar (m. 1635): Marci Maximi Caesaraugustani, viri doctissimi continuatio Chronici omnimodae Historiae ab Anno Christi 430 (ubi Flav. L. Dexter desiit) usque ad 612 quo maximus pervenit... Madriti. Ex typ. Didaci Diaz de la Carrera. Anno M.D.C.LI, in fol..
3. El Victorial o Crónica de don Pero Niño, escrita en el siglo XV por Gutierre Díez de Games, nos conserva también algunas estrofas, en dos versiones, una en la edición de Eugenio de Llaguno y Amírola, Madrid, 1762, págs. 221 - 222, y la otra en el manuscrito de la crónica, del siglo XV que se conserva en la Real Academia de la Historia, con la particularidad de que en esta última están copiadas como prosa. Ambos contienen las estrofas 51-55, 57-58, 61, 66 y 67, 73, 75-76, 80-82 y 84; el fragmento manuscrito contiene además la 77, que falta en el impreso.

## Caracterización lingüística y autoría

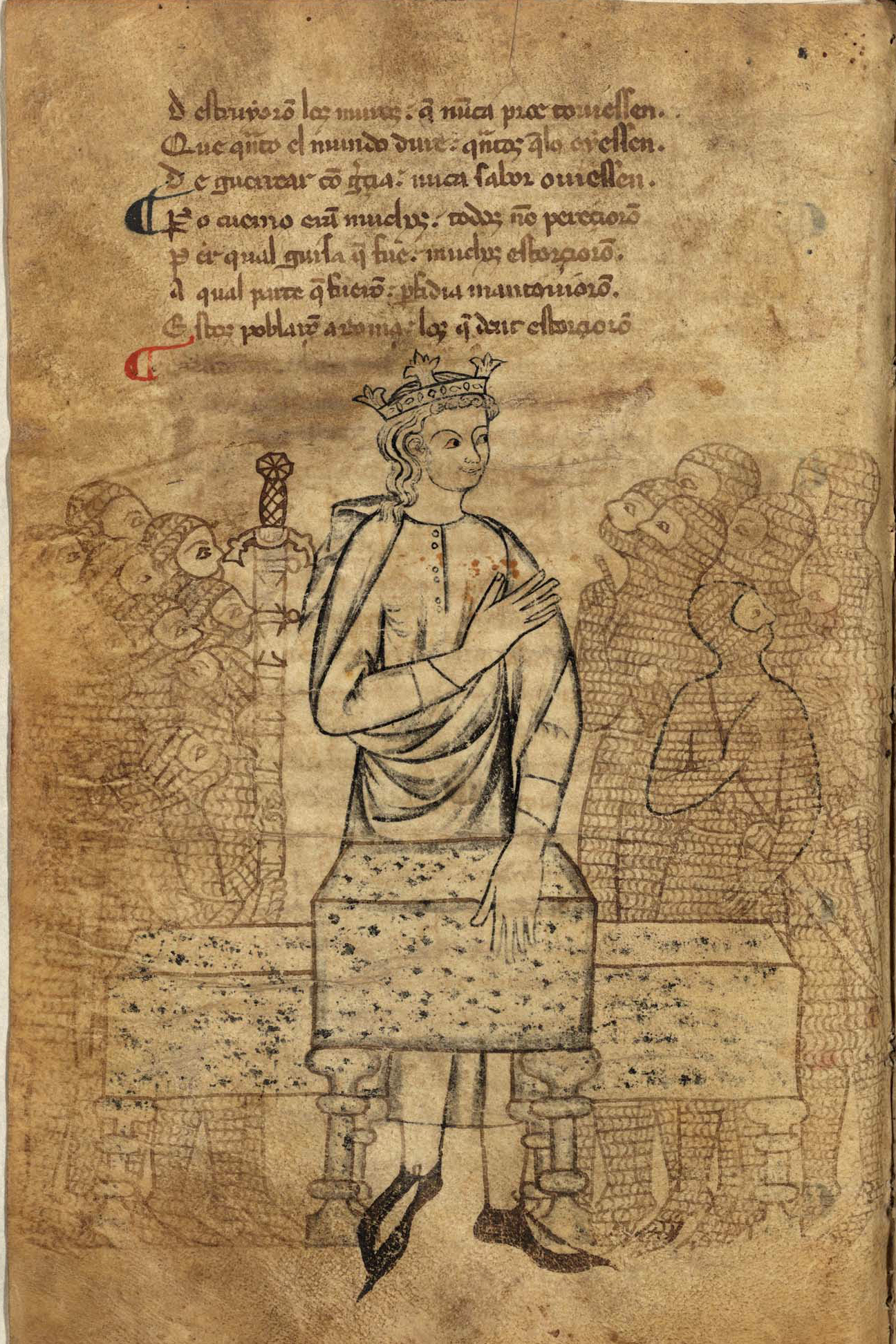
Libro de Alexandre. Manuscrito O, folio 45v, en que se representa a Alejandro Magno armado arengando a sus tropas.

Partidarios de un original leonés y autoría de fray Juan Lorenzo han sido Tomás Antonio Sánchez (1782), Emil Gessner (1867) y Ramón Menéndez Pidal. 
Hacia una lengua occidental peninsular se inclinan Joan Corominas y Yákov Malkiel. Alfred Morel-Fatio (1875) parece ser el primero en señalar que un copista leonés habría añadido estos rasgos dialectales a un original castellano. El carácter castellano sería predominante, según Julius Cornu (1880), mientras que Gottfried Baist, en ese mismo año, habla de un castellanismo básico, que hay que matizar, puesto que defiende la autoría de Gonzalo de Berceo. Estas afirmaciones se producen antes del descubrimiento de P y su compra por la Bibliothèque Nationale, en 1887. 
W. H. Chenery (1905), Emil Müller (1910) y Ruth I. Moll (1938) se encuadran en la teoría castellana, con puntualizaciones que van desde la negación de leonesismo por el segundo, inclinado a la tesis de un Berceo juvenil como autor de la obra, al apunte de rasgos orientales de la tercera, quien no acepta esta atribución. Emilio Alarcos (1948), tras resumir y discutir estas opiniones, se inclina también hacia un original castellano. 
Pese a que no sabemos el nombre del autor, sí que podemos conocer detalles de su personalidad: se trata de un clérigo ("somos los simples clérigos errados e viçiosos", dice en 1824a) hombre muy culto (había leído mucho en latín y en francés y su obra posee múltiples fuentes y lecturas) y, aunque apreciaba el arte juglaresco, se sentía muy superior a él. Sus continuas intromisiones e intervenciones en la obra demuestran hasta qué punto se sentía autor-protagonista. Era un hombre de su siglo y, por lo tanto, exalta los valores más característicos y admirados de la época (el coraje de los guerreros, la fidelidad al señor natural, la creencia en Dios, la piedad religiosa) y rechaza todo cuanto significaba la transgresión del código moral (cobardía, deslealtad, los pecados mortales).

## Fecha de composición
Sobre esto tampoco hay acuerdo preciso, fuera de los límites muy generales de la primera mitad del siglo XIII: tiene que ser posterior a 1182, fecha del poema latino de Gautier de Châtillon, Alexandreis, que traduce en buena parte, y anterior a 1250, fecha aproximada del Poema de Fernán González, en el que influye. Sin embargo, Francisco Marcos Marín, a partir del propio texto (estrofa 1799) concluye que la fecha de composición debió ser entre 1202 y 1207, lo cual excluye la autoría de Gonzalo de Berceo, pues por esa época no debía tener más de nueve años. Este mismo autor, en su capítulo sobre el Libro de Alexandre del Diccionario filológico de literatura medieval española (2002), señala que hay datos del poema que reflejan acontecimientos posteriores a 1207 (aunque podrían deberse a interpolaciones posteriores) y se ha propuesto datar la obra hacia 1228, por una posible alusión al rey de Sicilia y la cruzada de ese año, por lo que actualmente la fecha de composición se situaría en todo caso en el primer tercio del siglo XIII.

## La imagen del rey

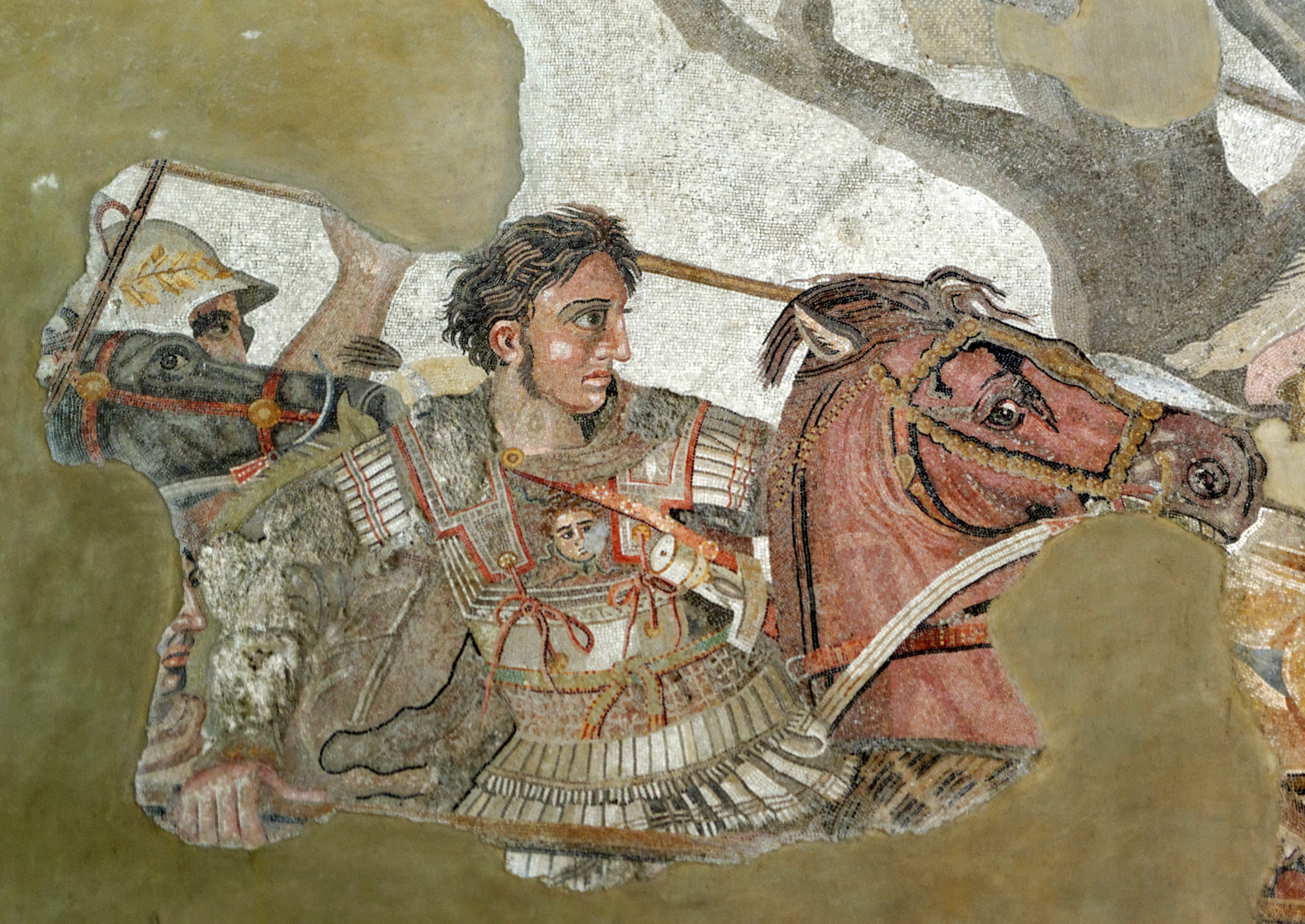
Alejandro combate contra el rey persa Darío III en la batalla de Issos. Detalle del mosaico de la Casa del Fauno de Pompeya (Museo Arqueológico Nacional de Nápoles).

El poema fue escrito para ser leído en la corte. No en vano, Raymond Willis ya lanzó en 1956 la idea de que la obra pudiera ser un speculum principis o espejo de príncipes dirigido a Fernando III el Santo o a su hijo Alfonso X. Por ello es fundamental la imagen que se dé del rey. 
¿Cómo es caracterizado Alejandro Magno? Ya desde el comienzo, se nos dibuja en su doble faceta de guerrero (Quiero leer un libro de un rey pagano/que fue de grant esfuerço de coraçon loçano/conquiso todo el mundo metiolo so su mano) y letrado (que fue franco e fardido e de grant sabiencia. Esta segunda característica se desarrollará en las estrofas 14-19 y 38-45).
Otro rasgo que se destaca mucho es la de su liberalidad, porque un gran monarca debe ser muy generoso con los buenos sirvientes, aun a costa de su beneficio personal.
Aunque el autor de nuestro poema es consciente de que se trata de de un rey pagano, lo medievaliza y no duda en atribuirle actitudes anticipadoras del cristianismo, como puede verse en las estrofas 120-123 (reza a un solo Dios), 1161 (afirma que adora al Criador) o 2597 (alço a Dios los oios e las manos tendidas).
En resumen, es un hombre perfecto porque en él son aiuntados seso e clerezia/esfuerço e franqueza e grant palaçianía. (Estrofa 235)

## Poema con visos de enciclopedia. Las fuentes

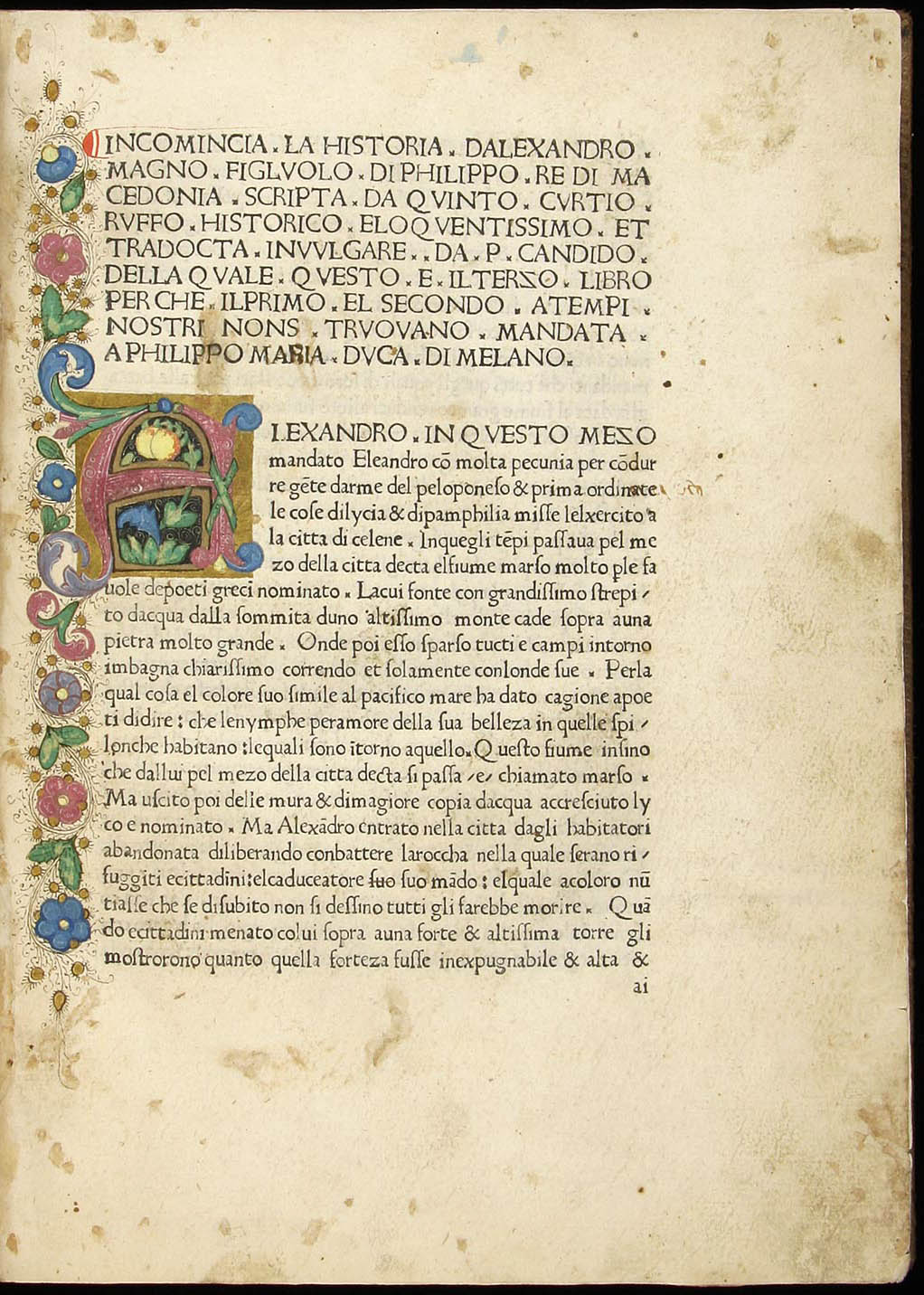
Quinto Curcio, Historia de Alejandro Magno de Macedonia, en un incunable de Florencia de 1478.

El texto básico que le sirve de modelo para entramar las sucesivas peripecias de la historia es el poema en hexámetros latinos Alexandreis de Gautier de Châtillon, que es de hacia 1180. Sigue esta obra en lo que constituye la línea argumental del poema, aunque —como su finalidad es deleitar y enseñar, según afirma el poeta al comienzo del libro— lo amplifica con extractos tomados de otras obras, como por ejemplo una novela griega de aventuras compuesta en el siglo III por el Pseudo-Calístenes o como la Historia de preliis en prosa latina atribuida al arcipreste León de Nápoles; sobre todo, el Li Romans d’Alixandre de Alexandre de Bernay y de Lambert li Tors, escrito en el dialecto picardo de la lengua de oïl francesa; la Ilias latina del Pseudo-Píndaro Tebano que inspira la famosa digresión sobre la guerra de Troya; la biografía de Alejandro de Quinto Curcio, que es el origen de la leyenda; el Epítome de Julio Valerio; las Etimologías de San Isidoro de Sevilla; las Antigüedades judaicas de Flavio Josefo; el Physiologus; los Disticha Catonis; las Metamorfosis de Ovidio y, naturalmente, la Biblia, especialmente, el «Génesis» y el «Éxodo». También se sirvió de la tradición oral y de las versiones orientales de la leyenda sobre Alejandro Magno. No podemos saber si fue influido por otra versión española de su historia, la contenida en el poema de clerecía perdido Los votos del pavón, aunque al menos sabemos su fuente: el poema francés Les voeux du paon.
Como ya se ha dicho, la línea principal argumental la constituye el relato de la vida de Alejandro Magno. Sin embargo, ésta parece repetidamente enriquecida por la inserción de numerosísimas digresiones sobre muy distintos temas. De entre ellas, destacaremos el discurso de Aristóteles a Alejandro en las estrofas 51-85, que es un verdadero speculum principis; sobre las tres partes del mundo (c. 276-294); el resumen que el rey griego hace la guerra de Troya en las estrofas 335-772, por alegrar sus gentes ferles buen coraçon; la descripción de Babilonia (estrofas 1460-1533), en la que se incluye un pequeño lapidario (estrofas 1469-1462) o sobre los pecados del hombre en general y de los distintos estamentos en particular (c. 1805-1830). Otras veces se recrea en prolijas descripciones, como la de las armas de Darío (c. 989-1004) o el palacio del rey hindú Poro (c. 2119-2142)

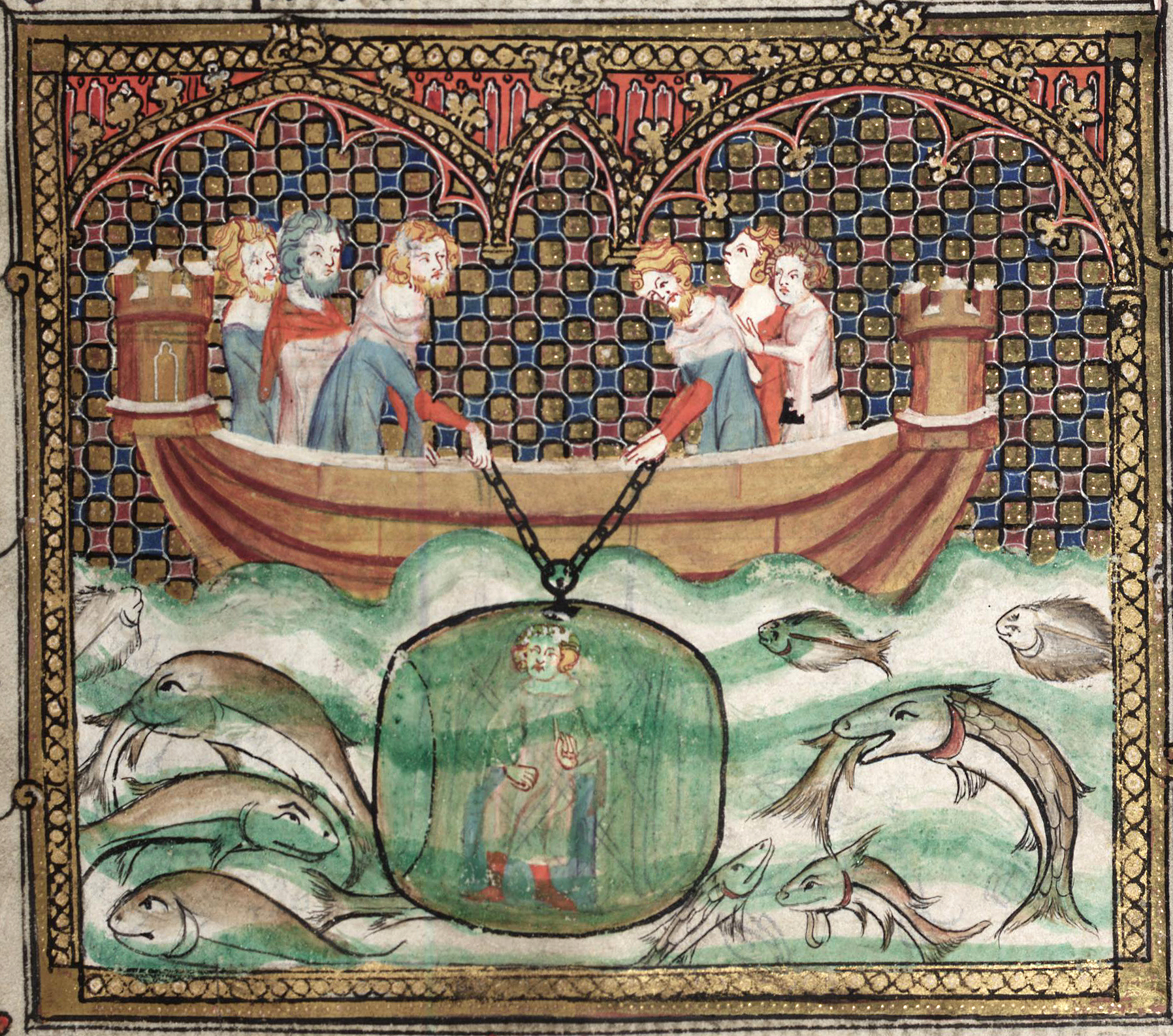
Alejandro descendiendo en un artefacto submarino. Miniatura del Li Romans d’Alixandre, Oxford, Bodleian Library, ms.264, fol. 50r. Iluminado por Jehan de Grise y su taller, 1338-1344. Alejandro Magno, en el Libro de Alexandre y en varias de sus fuentes, en su afán de conquista va más allá del mundo natural y explora lo desconocido, volando con ayuda de grifos o descendiendo a las profundidades marinas, como en la imagen, mediante un artefacto que prefigura el submarino. Este afán desmedido de trasponer los límites inexplorados por el hombre hace que el autor del Alexandre se debata entre la admiración que profesa por el héroe macedonio, como intelectual, y la condena por su pecado de soberbia, como clérigo que está obligado a instruir en la filosofía moral.

En suma, las fuentes principales del poema son estas:
- El Alexandreis (c. 1180), poema narrativo en hexámetros latinos de Gautier de Châtillon, inspirado en la obra anterior y en la biografía Historiae Alexandri Magni Macedonis (siglo I) de Quinto Curcio. La epopeya latina medieval del siglo XII es la fuente principal del Libro de Alexandre castellano.
- La Historia de preliis, adaptación medieval del Romance de Alejandro atribuida al Pseudo Calístenes, una gran cantidad de material legendario en torno a Alejandro Magno en diez volúmenes que fue base de todas las leyendas sobre su figura en la Edad Media. La forma final de este texto pertenece al siglo III, si bien la traducción al latín, hecha por Julio Valerio Alejandro Polemio (principios del siglo IV) es atribuida a un tal Esopo.
- El Li Romans d’Alixandre empezado por Lambert le Tort y acabado por Alexandre de Bernay, un poema épico francés en lengua vernácula del siglo XII.

## El poema
Se ha planteado el problema de la unidad estructural de la obra, ya que la trama se ve interrumpida por numerosos, diversos y variados episodios, algunos tan extensos como el de la guerra de Troya, que podrían considerarse como poemas autónomos en sí mismos y que de hecho incluso han sido editados separadamente como tales. Pero ahora hoy se interpreta como una sutileza estructural que no perturba la cohesión temática y estructural del texto ni su intención moral última, y sirve además para situarlo por encima del resto de obras medievales sobre el tema; su unidad viene dada precisamente por el modo como se entretejen los temas y episodios, procedimiento tan común en la época como la narración lineal. Lo que, en apariencia, son digresiones, sirven en realidad para realzar temas fundamentales como la ruina de la grandeza humana, la disolución del carácter del protagonista y las maquinaciones de traición. En la Edad Media el saber se entiende por acumulación y la vuelta al pasado implica frenar el proceso de la ambición, que es degeneración humana. Los anacronismos son conscientes porque el autor no busca el reflejo de la realidad histórica, sino que observa el mundo clásico con ojos medievales: el medievo tiene una visión despiezadora del mundo clásico, como cantera de materiales para reforzar la autoridad indiscutida del mundo moral cristiano; en eso es semejante al uso que hizo Santo Tomás de Aristóteles.
La obra se divide en tres partes:
1. Presentación del héroe y aprendizaje. Descubre el carácter del héroe y presenta el mundo en que se realiza su formación, lo que permitirá comprender su comportamiento a lo largo de su vida. Narra los grandes prodigios que tienen lugar cuando nace, su educación por Aristóteles, su gran inteligencia, la ira que le corroe cuando advierte que los reyes de Grecia son tributarios del rey persa Darío III, su ambición de sacudir ese yugo y cómo es armado caballero y se niega a pagar el tributo a Darío.
2. Ascenso. Se ponen de manifiesto los trabajos que habrá de padecer hasta conseguir su hegemonía en el mundo. Primeras batallas; muerto Filipo II, accede al trono y unifica Grecia conquistando Atenas, Tebas y Corinto. Marcha a Persia y obtiene varias victorias antes de enfrentarse directamente con Darío.
3. Máximo poder y caída. Relato de su conquista del máximo poder sobre la tierra: lucha contra Darío, conquista de Babilonia, Susa, Usión, Persépolis. Muerte de Darío a manos de los traidores Narbazanes y Bessus; honras fúnebres que le dispensa Alejandro y ejecución de sus asesinos; conquista de la India: vence a Poro y se proclama dueño y señor de la mayor parte del mundo conocido; pero no se contenta con eso, quiere dominar no solo la tierra, sino el aire y el mar; su fulminante caída posterior, envenenado por el traidor Jobas; esto da pie a una serie de moralizaciones finales sobre la vanidad de las honras mundanas que entroncan con el problema de la visión del mundo y el significado final de la obra.

El poeta condena a su héroe. Alejandro fracasa porque no es capaz de vencerse a sí mismo moralmente. Lejos de poseer un móvil épico, Alejandro se mueve por una búsqueda de conocimiento, un afán de sabiduría y no de posesión o de poder; en su combinación de clérigo/caballero, Alejandro comete el error de dirigir su conocimiento hacia el exterior en vez de hacia sí mismo, lo que sin duda no es un pensamiento religioso ni moral; en su renuncia a la búsqueda del conocimiento de sí mismo, a Alejandro, personificación del mundo pagano, le falta el elemento moral: el mundo tiene forma de hombre y el hombre es un pequeño mundo; el resultado normal sería ver su lugar en él mismo, encontrarse en él y ver su relación con su creador. Los paganos fueron incapaces de conocerse a sí mismos, como hizo el rey del otro mundo, Jesucristo. Alejandro sirve, pues, como ejemplo de la vanidad de las cosas de este mundo:

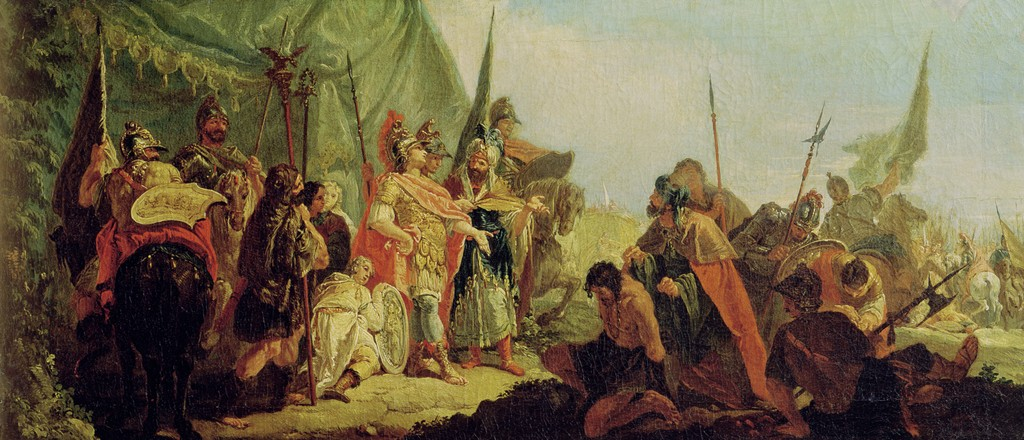
Francesco Fontebasso (1709-69), Alejandro Magno acepta la rendición de Poro.

Alexandre, que era rëy de grant poder,
que en mares nin tierra non podíe caber,
en una foya hovo en cabo a caer
que non pudo de término doze piedes tener.
Jesús Cañas Murillo señala como temas dominantes la traición, la soberbia y el menosprecio del mundo; todos ellos confluyen sobre el protagonista, que muere traicionado, peca de soberbia y renuncia en su agonía a las glorias mundanas; estos tres temas se proyectan también sobre los otros personajes de la obra. El poeta insiste especialmente en el poder absoluto de Dios y en los rasgos inescrutables de la Providencia, que rige el destino de cualquier hombre por poderoso que sea; Darío ya fue un Alejandro y pereció como él. Por otro parte, la excelencia del poema proviene de la perfecta unión de sus partes en un conjunto sólido que aúna en proporciones justas el cantar de gesta, el libro de caballerías y el poema didáctico; se alternan los hábiles pasajes narrativos, las numerosas y magistrales descripciones, las leyendas amenísimas, las epístolas y arengas, la imbricación exquisita entre erudición y lirismo... En suma, es una de las primeras obras maestras de la literatura castellana.

## Estilo
El culto poeta domina los artificios retóricos y hace buen uso de todos ellos. Abundan los símiles y las metáforas, en especial los referidos a animales; también utiliza recursos de épica juglaresca: epítetos y estilo formular: "El rëy Alexandre de la barva honrada...", "dizíen todos que fuera en buen tiempo naçido", "llorando de los ojos, començó de plañer...". Junto al culto, aparece también el lenguaje popular: "Tiene el Cristianismo a Europa señera / moros tienen las otras por nuestra grant dentera", "...de can que mucho ladra nunca vos d'él temades". Sin embargo, el tono general dista mucho de la espontaneidad e inmediatez de Gonzalo de Berceo.

## Ediciones
La primera edición impresa fue la de Tomás Antonio Sánchez en VV. AA., Colección de poesías castellanas anteriores al siglo XV, Madrid: Sancha, 1779-1790, 4 vols., del que corresponde al tercero; incluye lecturas del manuscrito O, recién descubierto entonces. Florencio Janer reprodujo esta edición en Poetas anteriores al siglo XV, BAE, LVII, Madrid: Rivadeneyra, 1864, pp. 147-224. El hispanista francés Alfred Morel-Fatio editó después el manuscrito P, encontrado en la Bibliotèque Nationale de Paris, con un extenso estudio preliminar (Dresden: Geseschaft für romanische Literatur, band 10, 1906). Raymond S. Willis hizo la primera edición paleográfica de todos los manuscritos y fragmentos conservados (El Libro de Alexandre. Texts of the Paris and the Madrid manuscripts prepared by... Princeton University Press, 1935). Se reimprimió posteriormente (Nueva York: Klaus reprint corporation, 1965). Una edición crítica y bastante reimpresa fue la de Jesús Cañas Murillo (Madrid: Editora Nacional, 1978). Al año siguiente, el hispanista Dana Arthur Nelson hizo una reconstrucción crítica del texto (Madrid: Gredos, 1979) precedida de un estudio exclusivamente lingüístico. Madelaine Aerni Ryland hizo una edición crítica en su tesis doctoral que no ha sido publicada (1977). Entre las ediciones modernas más accesibles pueden citarse la modernizada de Elena Catena (Madrid: Castalia, colección Odres nuevos, 1985) y las siguientes:
- Francisco Marcos Marín (ed. lit.), Libro de Alexandre, Madrid, Alianza, 1987. Digitalizado en Alicante, Biblioteca Virtual Miguel de Cervantes, 2000.
- Jesús Cañas Murillo (ed. lit.), Libro de Alexandre. Madrid: Cátedra, 1988.